# Beniamin (program)
Beniamin – program komputerowy, Filtr rodzinny kontrolujący zawartość stron WWW i komunikatorów internetowych, stworzony w 1995 r. przez firmę AKKORP, promowany przez Katolickie Centrum Kultury i oficjalnie zalecany od 2006 r. przez Ministerstwo Edukacji Narodowej. Program działa wyłącznie pod systemem Microsoft Windows, jest dostępny w obniżonej cenie dla szkół i instytucji publicznych oraz płatnej dla pozostałych użytkowników.
Beniamin blokuje dostęp do określonych stron WWW na podstawie zestawu słów kluczowych, umożliwia też prowadzenie i ręczne modyfikowanie białej i czarnej listy stron WWW. Spełnia również częściowo rolę zapory sieciowej, umożliwiając blokowanie wyświetlania reklam, pobierania określonych typów plików, dostępu do Usenetu i komunikatorów internetowych. Program działa niezależnie od używanej przeglądarki WWW.

## Kontrowersje
Według oficjalnych zapewnień Ministerstwa Edukacji program ma służyć głównie do blokowania stron o tematyce pornograficznej i chronić młodzież szkolną przed treściami przestępczymi i pedofilskimi. Według pierwszych recenzji w standardowej konfiguracji program nie spełniał stawianych mu zadań:
- Program blokował m.in. strony niektórych organizacji lewicowych jak i prawicowych, wszelkie strony związane z tematyką homoseksualną, nawet jeśli nie zawierają pornografii.
- Program nie blokował wielu stron wzywających do przemocy na tle rasowym, a także stron przedstawiających skrajnie drastyczne zdjęcia i filmy z wypadków, egzekucji wykonywanych przez terrorystów itp.
- Z nieznanych przyczyn program blokował też wszystkie strony w których występuje słowo blog.

Po opublikowaniu recenzji producent zmienił listę słów kluczowych i sposób szyfrowania, co utrudnia analizę działania nowych wersji programu.